# شرورترین دختر مدرسه
شرورترین دختر مدرسه (به انگلیسی: The Naughtiest Girl in the School) کتابی نوشتهٔ انید بلایتون است.

## داستان
(دختر بد پررو) لقبی بود که همکلاسی‌های الیزابت به او داده بودند. او واقعاً شرورترین دختر مدرسه بود. عزمش را جزم کرده بود که از مدرسه نفرت داشته باشد و آن قدر شیطنت کند که ناچار شوند از مدرسه اخراجش کنند و به خانه بفرستندش. الیزابت برای رسیدن به این هدف از هیچ کاری رویگردان نبود و هیچ‌یک از معلمان و شاگردان از شرارت‌هایش در امان نمی‌ماندند؛ ولی مدرسهٔ وایتلف هم مدرسه‌ای معمولی نبود...

## اطلاعات
- نام: شرورترین دختر مدرسه
- نویسنده: انید بلایتون
- مترجم (درایران):آبتین گلکار